# Vitalij Michajlovič Kol'cov
Vitalij Michajlovič Kol'cov (Balašicha, 16 gennaio 1940 – 16 ottobre 2006) è stato un regista sovietico.

## Filmografia parziale

### Regista
- V lazorevoj stepi (1970)
- Letnie sny (1972)
- Na jasnyj ogon' (1975)
- Blizkaja dal' (1978)